# Sean S. Cunningham
Sean Sexton Cunningham (* 31. prosince 1941, New York, Spojené státy americké) je americký filmový producent, režisér a scenárista. Proslavil se díky filmu Pátek třináctého, který natočil roku 1980. Mezi jeho další známé snímky patří Lunapark smrti (1985), Hlubinná hvězda šest (1989) a Invaze (2002). V roce 1972 produkoval debut Wese Cravena Poslední dům nalevo. Produkování se věnoval i nadále, jeho jméno v kolonce producent můžeme nalézt např. u čtyřdílné série Dům, u devátého pokračování Pátku třináctého nazvaného Jason Goes to Hell (1993) a u remaků Pátku třináctého (2009) a Posledního domu nalevo (2009).